# Olle Johansson

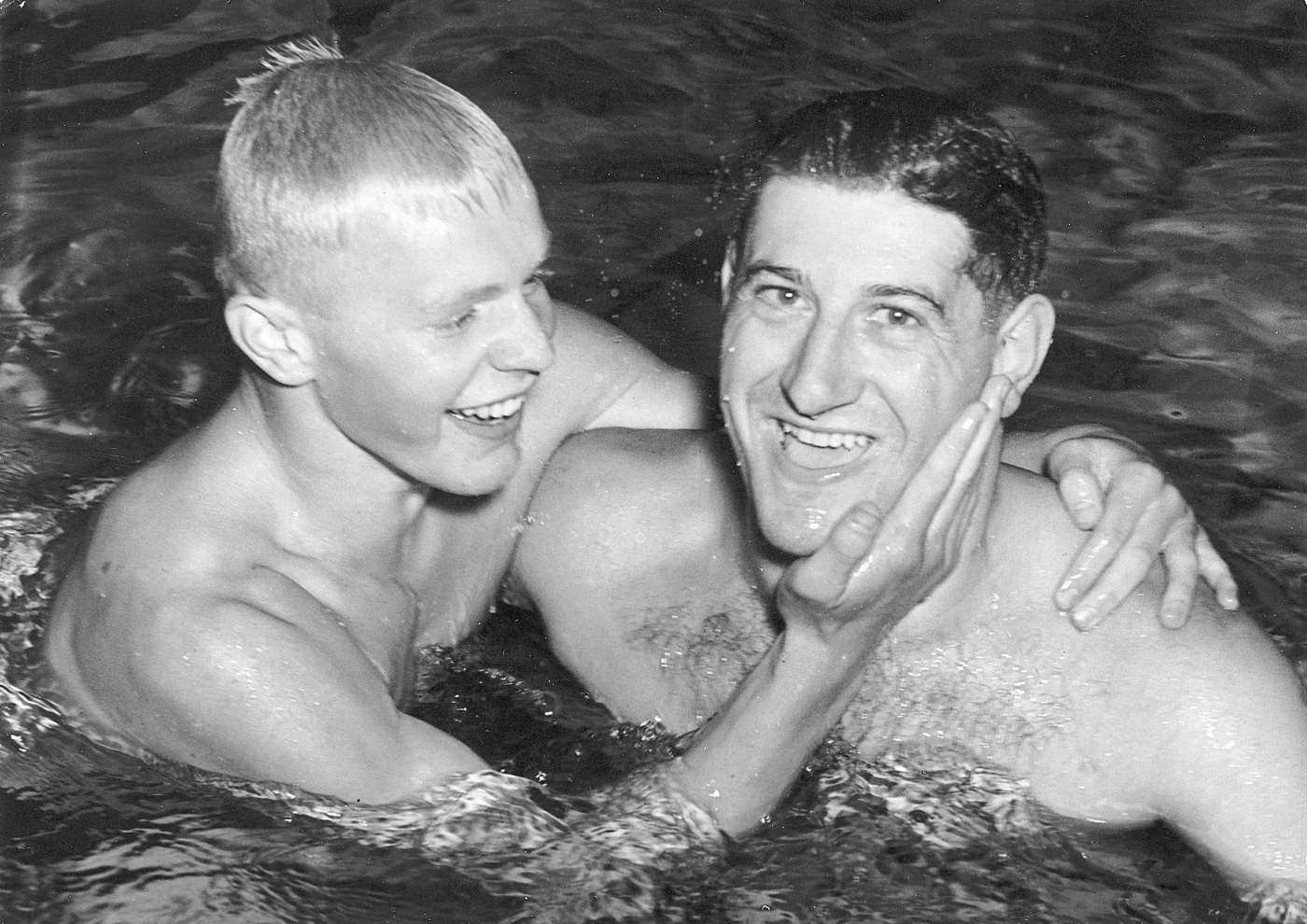
Göran Larsson (links) und Olle Johansson

Olle Ingvar Johansson (* 16. September 1927 in Borås; † 9. August 1994 in Göteborg) war ein schwedischer Schwimmer und Wasserballspieler. Als Schwimmer gewann er zwei Goldmedaillen bei Europameisterschaften, als Wasserballspieler zwei Silbermedaillen.

## Karriere
Olle Johansson trat für IF Elfsborg in Borås an. Sein Bruder Stig Johansson war ebenfalls Wasserballnationalspieler.

### Schwimmen
1947 fanden in Monte Carlo die ersten Europameisterschaften nach dem Zweiten Weltkrieg statt. Die 4-mal-200-Meter-Freistilstaffel mit Per-Olof Olsson, Martin Lundén, Per-Olof Östrand und Olle Johansson siegte vor den Franzosen und den Ungarn. Bei den olympischen Schwimmwettbewerben 1948 in London schied Johansson über 100 Meter Freistil im Vorlauf aus. Die 4-mal-200-Meter-Freistilstaffel mit den Europameistern Lundén, Östrand, Johannsson und Olsson belegte im Finale den vierten Platz mit einer Sekunde Rückstand auf die drittplatzierten Franzosen. Es gewann das Quartett aus den Vereinigten Staaten vor den Ungarn.
Zwei Jahre später wurden in Wien die Europameisterschaften 1950 ausgetragen. Die 4-mal-200-Meter-Freistilstaffel mit Tore Sjunnerholm, Per-Olof Östrand, Olle Johansson und Göran Larsson gewann vor den Franzosen und den Jugoslawen. 1952 bei den Olympischen Spielen in Helsinki siegte die 4-mal-200-Meter-Freistilstaffel aus den Vereinigten Staaten mit zwei Sekunden Vorsprung auf das japanische Quartett. Zwölf Sekunden dahinter gewannen die Franzosen die Bronzemedaille mit einer Sekunde Vorsprung vor Lars Svantesson, Göran Larsson, Per-Olof Östrand und Olle Johansson. Über 100 Meter Freistil war Johansson einer von drei Schwimmern, die den Einzug in die zweite Runde um eine Zehntelsekunde verfehlten.

### Wasserball
Bei der Wasserball-Europameisterschaft 1947 in Monte Carlo gewannen die Schweden ihre Vorrundengruppe vor den Ungarn und den Jugoslawen. In der Endrunde unterlagen die Schweden den Italienern und spielten gegen Belgien unentschieden. Wegen der besseren Tordifferenz erhielten die Schweden die Silbermedaille und die Belgier wurden Dritte. Beim olympischen Wasserballturnier 1948 in London wirkte Johansson nur in den beiden Platzierungsspielen gegen Ägypten und Frankreich mit. Die Schweden erreichten den fünften Platz. Bei der Wasserball-Europameisterschaft 1950 in Wien waren die Mannschaften des entstehenden Ostblocks, insbesondere die Ungarn, nicht dabei. Das Turnier gewannen die Niederländer vor den Schweden, die gegenüber den Jugoslawen die bessere Tordifferenz aufwiesen.